# 司馬量
司馬量（？—？），字公度，河内郡温县（今河南省焦作市温县）人，殷王司马卬的后裔，東漢征西将军司马钧的儿子。

## 事蹟
司马量曾任豫章郡太守，之後司马氏家族不再以武事君，也能以文谋事。
西晉泰始二年（266年），後代司馬炎建立七廟，司馬量位列其中，後司馬炎和晉惠帝死，廟位移除。後晉元帝聽從溫嶠建議，复其位。

## 子孫
- 司马儁，颍川太守[1]
  - 司马防，京兆尹[1]
    - 司马懿，曹魏太傅、舞阳宣文侯，追尊晋宣帝[1]